# دايفيد كاريرا
دايفيد كاريرا (بالبرتغالية: David Carreira‏) هو عارض ومغني وممثل برتغالي، ولد في 30 يوليو 1991 في فرنسا.

## وصلات خارجية
- دايفيد كاريرا على موقع IMDb (الإنجليزية)
- دايفيد كاريرا على موقع ميوزك برينز (الإنجليزية)
- دايفيد كاريرا على موقع أول ميوزيك (الإنجليزية)
- دايفيد كاريرا على موقع ديسكوغز (الإنجليزية)
- دايفيد كاريرا على موقع قاعدة بيانات الفيلم (الإنجليزية)